# Hercostomus exilis
Hercostomus exilis är en tvåvingeart som beskrevs av Friedrich Hermann Loew 1861. Hercostomus exilis ingår i släktet Hercostomus och familjen styltflugor. Inga underarter finns listade i Catalogue of Life.